# John Brown (szolga)

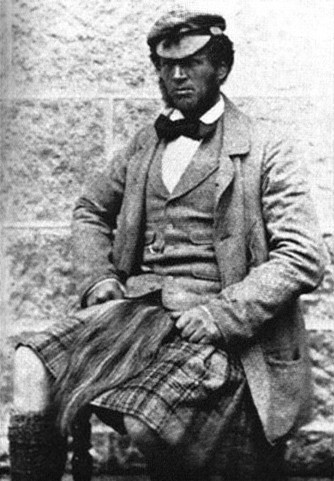
John Brown

John Brown (1826. december 8. – 1883. március 27.) Viktória brit királynő személyes szolgája és Albert herceg halála után a királynő lelki támogatója.

## Korai évek
John Brown 1826. december 8-án született a skóciai Crathie-ban. Három testvére a Brit-hadseregben szolgált. Először 1848-ban a félkész állapotban lévő Balmorali kastélyban kezdett el kültéri munkásként vagyis "ghillie"-ként dolgozni, amit Albert-herceg építtetett. 1851-ben a királynő komornyikává léptették elő.

## Viktória szolgájaként
1861-ben Albert herceg tífuszban mindössze 42 éves korában elhalálozott. Viktória depresszióba esett. Brown mindenben támogatta az uralkodót aki lassan de biztosan felépült. Köszönetét kinyilvánítandó, a királyné létrehozta a "Hű Szolga érmet" amit csakis a leghűségesebb szolgák kaphattak meg. A férfi teljesen a bűvkörébe kerítette a királynőt, együtt ittak, s – szembemenve az etikettel – Brown a királynő hálószobája mellett aludt. Viktória innentől fogva „Kedvesemnek” nevezte a férfit a neki címzett levelekben, majd a sajtó szerint szexuális érintkezésre is sor került a Loch Ordie-i túra alkalmával. A kilenc hónappal később Svájcban megszületett gyermekről szóló történetet sokan azonban alaptalannak tartották, mondván, a királynő akkor már 46 éves volt, ami igencsak kockázatossá tette a terhességet, különösen a viktoriánus kori Nagy-Britanniában.

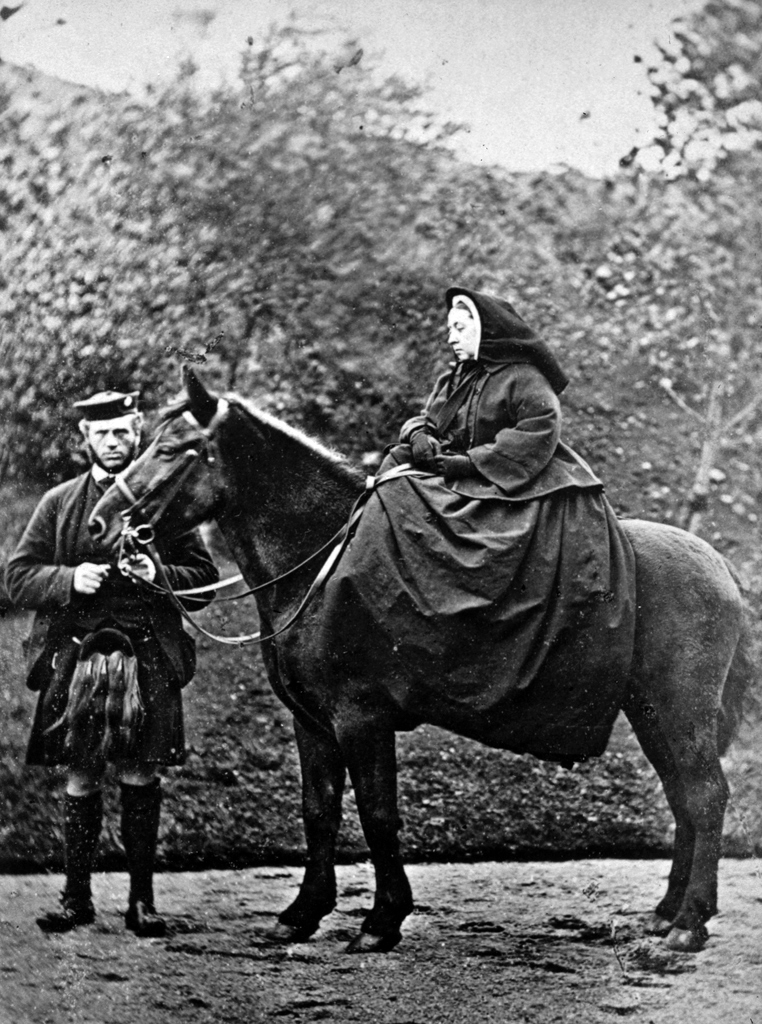
Viktória és Brown

Viktóriát a liberális sajtó Mrs. Brownnak, a férfit pedig a királynő India császárnőjévé koronázása után India császárának kezdte nevezni. A sajtó és a társadalom össztüze közé szorult férfi imázsát csak bátor tette mentette meg, amikor 1872-ben egy királynő elleni merényletet akadályozott meg. Svájcba tett utazásuk alatt állítólag össze is házasodtak ahol Viktória álnéven, Kent grófnőjeként mutatkozott be. Lewis Vernom Harcourt a brit Liberális párt elnökének naplója egyik bejegyzése szerint Norman Macloud tiszteletes halálos ágyán különös vallomást tett: -Megbánta, hogy Svájcban, titokban összeházasította John Brown-t és Viktória királynőt. Brown 1883. március 27-én, 56 évesen hunyt el a Berkshire-i Windsor kastélyban.